# George Bovell
George Bovell (n. 18 iulie 1983, Port of Spain, Trinidad și Tobago) este un înotător ce a reprezentat Trinidad și Tobago, medaliat olimpic. A participat la 5 ediții ale Jocurilor Olimpice (2000, 2004, 2008, 2012, 2016) în care a câștigat o medalie de bronz.